# Cataguases
Cataguases là một đô thị thuộc bang Minas Gerais, Brasil. Đô thị này có diện tích 482,325 km², dân số năm 2007 là 69955 người, mật độ 141,6 người/km².